# Catherine Beauchemin-Pinard
Catherine Beauchemin-Pinard (Montreal, 26 de junio de 1994) es una deportista canadiense que compite en judo.
Participó en tres Juegos Olímpicos de Verano, entre los años 2016 y 2024, obteniendo una medalla de bronce en Tokio 2020, en la categoría de –63 kg, y el séptimo lugar en París 2024, en la misma categoría. En los Juegos Panamericanos de 2015 obtuvo una medalla de plata en la categoría de –57 kg.
Ganó dos medallas de plata en el Campeonato Mundial de Judo, en los años 2022 y 2025, y ocho medallas en el Campeonato Panamericano de Judo entre los años 2015 y 2025.

## Palmarés internacional
| Juegos Olímpicos        | Juegos Olímpicos      | Juegos Olímpicos  | Juegos Olímpicos |
| Año                     | Lugar                 | Medalla           | Categoría        |
| ----------------------- | --------------------- | ----------------- | ---------------- |
| 2020                    | Tokio (Japón)         | Medalla de bronce | –63 kg           |
| Campeonato Mundial      |                       |                   |                  |
| Año                     | Lugar                 | Medalla           | Categoría        |
| 2022                    | Taskent (Uzbekistán)  | Medalla de plata  | –63 kg           |
| 2025                    | Budapest (Hungría)    | Medalla de plata  | –63 kg           |
| Juegos Panamericanos    |                       |                   |                  |
| Año                     | Lugar                 | Medalla           | Categoría        |
| 2015                    | Toronto (Canadá)      | Medalla de plata  | –57 kg           |
| Campeonato Panamericano |                       |                   |                  |
| Año                     | Lugar                 | Medalla           | Categoría        |
| 2015                    | Edmonton (Canadá)     | Medalla de bronce | –57 kg           |
| 2016                    | La Habana (Cuba)      | Medalla de plata  | –57 kg           |
| 2017                    | Panamá (Panamá)       | Medalla de plata  | –57 kg           |
| 2018                    | San José (Costa Rica) | Medalla de plata  | –63 kg           |
| 2019                    | Lima (Perú)           | Medalla de oro    | –63 kg           |
| 2020                    | Guadalajara (México)  | Medalla de oro    | –63 kg           |
| 2022                    | Lima (Perú)           | Medalla de plata  | –63 kg           |
| 2025                    | Santiago (Chile)      | Medalla de plata  | –63 kg           |